# Zágony Rudolf
| Zágony Rudolf                             | Zágony Rudolf                                                                   |
| Kattints az alábbi külső linkek egyikére! | Kattints az alábbi külső linkek egyikére!                                       |
| ----------------------------------------- | ------------------------------------------------------------------------------- |
| Nem található szabad kép.(?)              |                                                                                 |
| külső link · jogvédett                    | Még mindig nem találják a Pécsett eltűnt idős férfit HVG.hu 2023. augusztus 24. |
| külső link · jogvédett                    | Zágony Rudolf előadást tart.                                                    |

Zágony Rudolf (Budapest, 1940. június 11. –) angol szakos nyelvtanár, tanszékvezető egyetemi docens, költő.

## Szakmai életútja
1960-1964 között a Pécsi Tanárképző Főiskola magyar, német és rajzszakos hallgatója volt, majd 1964-1966 között a Szegedi Egyetem Pécsre kihelyezett angol szakos tagozatán középiskolai angol nyelvű oklevelet is szerzett. 1966-tól 1970-ig a Komarov Gimnázium angol tanára volt. Ezt követően a Pécsi Tudományegyetem Közgazdaságtudományi Karán a Nyelvi tanszéken angol nyelvet tanított 1970-2004 között, amikor nyugdíjba vonult. Az Idegen Nyelvi Tanszék vezetője volt 1970-1978 között, majd 1982–1996 között. A keleti kultúrák neves szaktekintélye, aki a Tibeti Halottaskönyvet is kutatta. 2023. augusztus 22-én a feleségével sétált Pécsen, amikor hirtelen nyoma veszett. 1965-ben nősült, felesége Pfelfert Éva.

## Legfontosabb publikációi
- Az ó-ind irodalom hatása Hermann Hesse és T. S. Eliot műveiben. Régi típusú doktori értekezés, József Attila Tudományegyetem. Kézirat. 1972.[2]

- Sétatér. Transzkulturális folyóirat. 1999/3. Társszerzők Kállai János, Király Károly, Muráth Péter, Rozvány György.

- Vetületek: versek. Pécs. Sétatér Kiadó, 2000.

## Videófelvétel
- Zágony Rudolf. A Rigvéda teremtés mítosza. – PTE Universitas Televízió. Youtube.com. Közzététel 2003. április 5.

- Zágony Rudolf. Visnu mitológia és avatárjai. – PTE Universitas Televízió. Youtube.com. Közzététel 2003. április 6.

- Zágony Rudolf. A Tibeti Halottas Könyv – PTE Universitas Televízió. Youtube.com. Közzététel 2003. április 12.

- Zágony Rudolf. Brahma és Siva mitológiája. – PTE Universitas Televízió. Youtube.com. Közzététel 2003. április 23.